# Gesetz nach Artikel 45c des Grundgesetzes
Das Gesetz nach Artikel 45c des Grundgesetzes ist ein aufgrund von Art. 45c Abs. 2 GG erlassenes deutsches Bundesgesetz, das die Befugnisse des Petitionsausschusses des Deutschen Bundestages regelt.